# There's a Place
«There's a Place» —en español: «Hay un Lugar»— es una canción de la banda británica The Beatles, compuesta por John Lennon y Paul McCartney, y publicada por primera vez en el álbum debut de la banda, Please Please Me. Lennon y McCartney comparten la voz principal junto a George Harrison, en la voz de acompañamiento.

## Orígenes
El título fue inspirado en la canción de Leonard Bernstein y Stephen Sondheim «Somewhere» de la película West Side Story, que contiene la línea: «somewhere there's a place for us» («en algún sitio hay un lugar para nosotros»). McCartney adquirió el álbum con la banda sonora de la película durante la época en que escribió «There's a Place» y reconoce su influencia. El «lugar» («place») en cuestión era «la mente», manejando un tema un poco más profundo que las clásicas canciones británicas de besos y abrazos y la música surf estadounidense de aquella época. Lennon dijo: «'There's a Place' fue mi intento de hacer algo Motown, algo de negros.»
Fue compuesta en la casa de McCartney en Forthlin Road, y se convirtió en parte del repertorio del grupo durante 1963. Con su introducción de armónica en séptima (más tarde repetida) y sostenida de dos armonías vocales en quintas (Lennon bajas, McCartney altas), se destaca por ser una de las primeras canciones innovadoras del grupo. La canción fue grabada el 11 de febrero de 1963 en diez tomas durante la primera de tres sesiones de Please Please Me.
La canción fue oficialmente acreditada a McCartney—Lennon, al igual que el resto de las composiciones de la dupla compositora Lennon—McCartney en la edición original británica de Please Please Me.

## Personal
El personal utilizado en la grabación de la canción fue el siguiente:
The Beatles
- John Lennon – Voz, Armónica (Höhner Chromatic), Guitarra acústica (Gibson J-160e enchufada).
- Paul McCartney – Voz, bajo (Höfner 500/1 61´).
- George Harrison – Acompañamiento vocal, Guitarra eléctrica (Gretsch Duo Jet).
- Ringo Starr – Batería (Premier Duroplastic Mahoganny).

Equipo de producción
- George Martin – producción
- Norman Smith – ingeniería de sonido